# 拉斯穆斯·温特
拉斯穆斯·博雷加德·温特（丹麥語：Rasmus Borregaard Winther，1999年11月17日—，游戏ID：Caps），丹麦《英雄联盟》电子竞技运动员，现为G2 Esports中路选手，英雄联盟2019MSI季中邀請赛冠军成员，英雄联盟2019赛季全球总决赛亚军成员。